# Серебряная ложка
Il cucchiaio d’argento (рус. «Серебряная ложка») — наиболее известная итальянская поваренная книга второй половины XX века, впервые изданная в 1950 году.
Причиной её появления стала невозможность добиться согласия в цене между издательством Editoriale Domus (в который входит журнал, посвящённый дизайну и архитектуре Domus, в рамках которого и было опубликовано первое её издание) и владельцами прав на другую популярную на тот момент поваренную книгу «Талисман счастья» (итал. «Il talismano della felicità») за авторством Ады Бони.
Книга содержит более 2000 рецептов итальянской кухни из всех регионов страны. По состоянию на 2014 год вышло 9 её изданий. В восьмом издании (1997) был добавлен раздел рецептов от итальянских шеф-поваров с мировым именем. В последнее на данный момент девятое издание (2011) вошли ещё 600 новых рецептов.
Она издаётся как одним общим томом, так и отдельными частями: Antipasti & Contorni (Закуски и гарниры), Primi (первые блюда), Secondi (вторые блюда), Dolci (дессерты)
Cucina Regionale (рецепты регионов Италии), Pizze e Torte Salate (пиццы и пироги), Piatti Estivi (летние блюда), Pesce e Carne (рыбные и мясные блюда) и, наконец, посвящённая детскому питанию «Cucchiaino d’Argento» (рус. «Серебряная ложечка»).

## Переводы на другие языки и переиздания
Английская версия книги была выпущена британским издательством Phaidon Press в 2005 году под названием «Silver Spoon», затем последовали немецкая, французская и голландская. Для перевода было взято 8-е издание.
Несмотря на критические отзывы от американских читателей из-за неудобств, вызванных отсутствием привычной им системы мер и весов в рецептах, популярность книги была достаточна высока; она стала бестселлером, после чего в 2009 последовали отдельные тома, посвящённые пасте и детскому питанию.
Последнее английское издание книги, вышедшее в ноябре 2011 года включало подкорректированную систему мер, 400 новых фотографий и красную обложку, более похожую на её итальянский оригинал.